# Thyreodon venustus
Thyreodon venustus är en stekelart som beskrevs av Günther Enderlein 1912. Thyreodon venustus ingår i släktet Thyreodon och familjen brokparasitsteklar. Inga underarter finns listade i Catalogue of Life.